# Relaciones Chile-Haití
Las relaciones entre Chile y Haití son las relaciones bilaterales entre Chile y Haití. Ambos países son miembros de la Organización de los Estados Americanos.

## Historia

### Relaciones políticas
En febrero de 1973, el gobierno de la Unidad Popular en Chile concedió residencia provisional a 15 exiliados políticos haitianos envueltos en el secuestro del embajador de Estados Unidos Clinton Know y el cónsul Ward Christensen en Puerto Príncipe, en enero de ese año.
En 1994, Chile junto con Uruguay y Venezuela, aceptaron integrar las negociaciones diplomáticas para un tratado de paz con el régimen militar de Haití, liderado por Émile Jonassaint, el cual aprobó la iniciativa.
En 1999, tres parlamentarios haitianos del partido Organización del Pueblo en Lucha pidieron asilo político en Chile, mientras se refugiaban en la embajada chilena en Puerto Príncipe.

### Visitas de Estado
En marzo de 2006, presidente electo de Haití, René Préval, visitó Chile para asistir a la ceremonia de inauguración de la presidenta Michelle Bachelet.

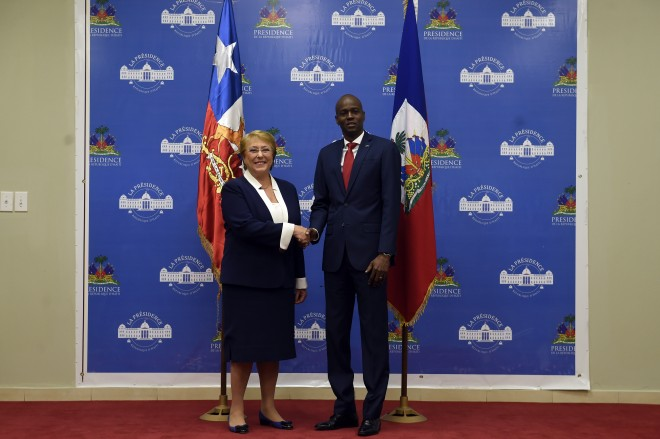
Michelle Bachelet y Jovenel Moïse en marzo de 2017.

En junio de 2006, Bachelet visitó al presidente Preval, ocasión en que afirmó que Chile tenía la voluntad «de estrechar lazos culturales, de cooperación y comerciales, a la vez de entregar toda la asistencia técnica que se requiera». Bachelet fue la primera jefe de Estado que visitó Haití desde que Preval tomó el poder en mayo. Bachelet dijo también que había discutido con Preval la posibilidad de mantener a las fuerzas chilenas en el país por un periodo más largo de ser necesario.
Bachelet visitó nuevamente Haití los días 20 y 21 de febrero de 2010, poco después del terremoto que azotó a ese país, ocasión en que también se reunió con Préval.
En agosto de 2011, el presidente de Haití Michel Martelly visitó al presidente de Chile Sebastián Piñera.
En marzo de 2017, la presidenta de Chile Michelle Bachelet realizó una visita de Estado a Haití, donde se reunió con el presidente de ese país Jovenel Moïse, visitó a las tropas chilenas que integran la Misión de Estabilización de las Naciones Unidas en Haití (Minustah) e inauguró la Escuela Chile en Puerto Príncipe. Dicho viaje estaba planificado originalmente para enero de ese año, pero fue postergado por los incendios que afectaron a Chile durante ese mes.

## Asistencia chilena a Haití

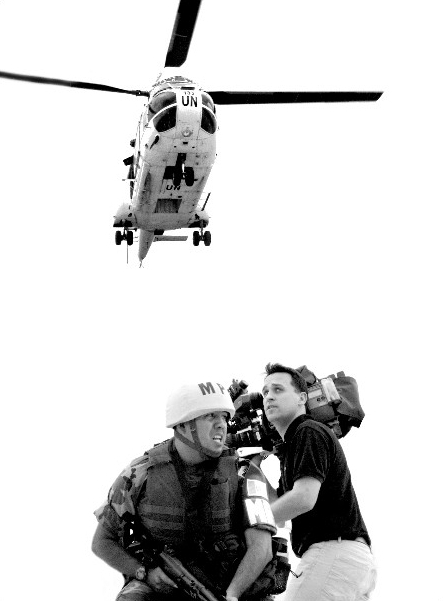
Helicóptero chileno en Petion-Ville, Haití, durante las elecciones de 2006. (Foto: Patrick André Perron).

### Apoyo en desastres
Como parte de la respuesta a las inundaciones de 2004, las tropas chilenas integraron una fuerza multinacional de 3600 hombres junto con los marines estadounidenses, franceses, y tropas canadienses.
Chilenos expertos en búsqueda y rescate trabajaron en los esfuerzos de recuperación tras el terremoto de 2010. El Ejército chileno, encabezado por Rodrigo Vázquez, dirigió los esfuerzos de rescate tras dicho terremoto.

### Misión de la ONU en Haití
Chile es parte de la Misión de Estabilización de las Naciones Unidas en Haití (MINUSTAH) desde 2004. Han sido jefes de dicha misión los chilenos Juan Gabriel Valdés (agosto de 2004 a mayo de 2006) y Mariano Fernández (desde 2011). También han sido comandantes segundos de MINUSTAH los militares chilenos Eduardo Aldunate Hermann, Ricardo Toro Tassara y Carlos Mezzano Escanilla.
Chile envió 650 tropas a la isla como parte de la misión. En 2009 la subsecretaria de Carabineros Javiera Blanco proyectó la salida de las fuerzas chilenas de Haití para 2011. Sin embargo, la permanencia de Chile ha sido prorrogada varias veces, siendo la última oportunidad en mayo de 2015.

## Relaciones comerciales
En 2022, el intercambio comercial entre ambos países ascendió a los 4,5 millones de dólares estadounidenses, lo que supuso un -2,7% de crecimiento promedio anual en los últimos cinco años. Los principales productos exportados por Chile fueron purés y jugos de tomate, automóviles y cueros, mientras que Haití exportó mayoritariamente bebidas analcohólicas, abrigos y bebidas gasificadas.

## Misiones diplomáticas
- Embajada de Haití en Santiago de Chile Chile tiene una embajada y un consulado general en Puerto Príncipe.

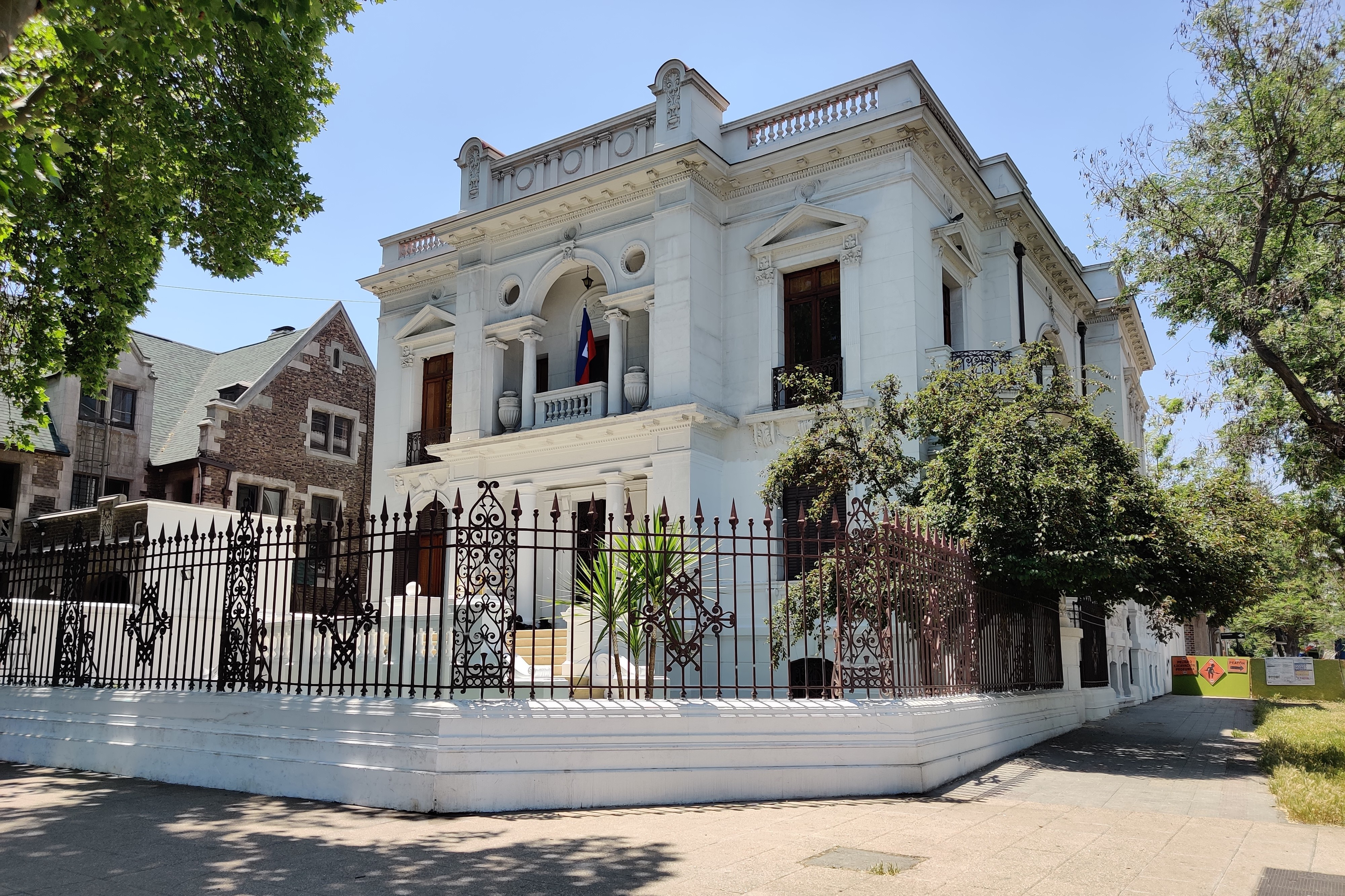
Embajada de Haití en Santiago de Chile

- Haití tiene una embajada en Santiago.